# Épagny (Haute-Savoie)
Épagny korábbi község (település) Franciaországban, Haute-Savoie megyében. 2016. január 1-jén Metz-Tessy községgel egyesült és Epagny Metz-Tessy új község része lett.
Lakosainak száma 4118 fő (2013. január 1.).

## Népesség
A település népességének változása:

| 2013 | 4 118 |